# Пірсон (Айова)
Пірсон (англ. Pierson) — місто (англ. city) в США, в окрузі Вудбері штату Айова. Населення — 337 осіб (2020).

## Географія
Пірсон розташований за координатами 42°32′34″ пн. ш. 95°51′55″ зх. д. / 42.54278° пн. ш. 95.86528° зх. д. (42.542802, -95.865276).  За даними Бюро перепису населення США в 2010 році місто мало площу 1,60 км², уся площа — суходіл.

## Демографія
Згідно з переписом 2010 року, у місті мешкало 366 осіб у 147 домогосподарствах у складі 102 родин. Густота населення становила 229 осіб/км².  Було 170 помешкань (106/км²).
Расовий склад населення:
| - 94,5 % — білих - 1,9 % — корінних американців - 0,8 % — чорних або афроамериканців - 0,5 % — азіатів |

До двох чи більше рас належало 1,9 %. Частка іспаномовних становила 1,1 % від усіх жителів.
За віковим діапазоном населення розподілялося таким чином: 30,1 % — особи молодші 18 років, 51,9 % — особи у віці 18—64 років, 18,0 % — особи у віці 65 років та старші. Медіана віку мешканця становила 36,7 року. На 100 осіб жіночої статі у місті припадало 104,5 чоловіків;  на 100 жінок у віці від 18 років та старших — 100,0 чоловіків також старших 18 років.
Середній дохід на одне домашнє господарство  становив 47 082 долари США (медіана — 36 250), а середній дохід на одну сім'ю — 55 903 долари (медіана — 47 500). Медіана доходів становила 36 250 доларів для чоловіків та 33 929 доларів для жінок. За межею бідності перебувало 10,9 % осіб, у тому числі 8,8 % дітей у віці до 18 років та 13,8 % осіб у віці 65 років та старших.
Цивільне працевлаштоване населення становило 196 осіб. Основні галузі зайнятості: освіта, охорона здоров'я та соціальна допомога — 34,7 %, роздрібна торгівля — 17,9 %, виробництво — 12,8 %, мистецтво, розваги та відпочинок — 8,2 %.